# Тодор Главчев
Тодор Цанков Главчев е български офицер, Полковник.

## Биография
Тодор Главчев е роден на 24 август 1894 година в Копривщица. През Балканската война е доброволец в Македоно-одринското опълчение, във 2-а и 3-а рота на 6-а Охридска дружина. Завършва Военното училище в София през 1913 година и участва в Първата световна война като подпоручик, полкови адютант. За бойни отличия и заслуги във войната е награден с орден „За военна заслуга“, V степен.
През 1935 година е командир на  Осми конен полк. Излиза в запас през 1940 година..

## Военни звания
- Подпоручик (1913)
- Поручик (1916)
- Ротмистър (1919)
- Майор (1928)
- Подполковник (1932)
- Полковник (1936)